# مجتبی حیدرپناه
مجتبی حیدرپناه (زادهٔ ۱۷ فروردین ۱۳۶۹، آباده) هنرمند کارتونیست، تصویرساز و طراح کاراکتر ایرانی است که به خاطر فعالیت‌های مطبوعاتی و همچنین جوایز بین‌المللی که کسب کرده‌است، شناخته می‌شود. اون به مدت دو ترم در دانشکده هنر و معماری دانشگاه یزد  در درس خلاقیت و نقاشی دیجیتال مشغول به تدریس بود.
او که فارغ‌التحصیل رشتهٔ نقاشی دانشکده هنر دانشگاه یزد است، در یک دهه فعالیت خود توانسته‌است جوایز فستیوال‌های کارتون کشورهای ایران، آرژانتین، ایتالیا، برزیل، اسلواکی و ترکیه به دست آورد.
حیدرپناه بیشتر با مجموعه کارتون‌هایی با نام عنوان «گارد ویژه» شناخته می‌شود. او در این مجموعه آثار، شخصیت افراد ملقب به گارد ویژه را در ارتباط با آثار هنری یا خود هنرمند به نمایش می‌گذارد. از این مجموعه، اثر «متفکر» در سی و هفتمین دوره جشنواره بین‌المللی آیدین دوغان، مقام سوم را به دست آورد.
همچنین اثر هنری خم‌شدن چراغ خیابان از این هنرمند، از سال ۲۰۱۹ به عنوان میم در میان کاربران اینترنت استفاده می‌شود.

## زندگی شخصی
مجتبی، ششمین فرزند غلامحسین حیدرپناه، مشهور به حسین منبت‌کار، یکی استادان منبت‌کاری آباده است. او در دوران کودکی با مطالعهٔ هفته‌نامهٔ گل‌آقا با کارتون آشنا شد و به‌طور خودآموز تصویرسازی را آغاز کرد و اولین جایزهٔ کارتون خود را در سال ۱۳۸۷ از جشنواره استانی کارتون نان و هنر استان فارس دریافت کرد.

## میم خم شدن چراغ خیابان
میم خم شدن چراغ خیابان، اثر هنرمند ایرانی مجتبی حیدرپناه، برای اولین بار در سال ۲۰۱۹ در اینستاگرام هنرمند منتشر شد. این تصویر دیجیتالی از نور یک چراغ خیابانی است که به سوی یک مرد کتابخوان خم شده است، به سرعت توجه زیادی را جلب کرد و به یک پدیده اینترنتی تبدیل شد. طنز بصری منحصر به فرد این میم باعث شد تا کاربران زیادی آن را به اشتراک بگذارند و در وبسایت‌های مختلف ساخت و انتشار میم منتشر کنند. به این ترتیب، چراغ خیابان خم شده به نمادی از واکنش‌های غیرمنتظره و طنز سورئال تبدیل شد و جایگاه خود را در فرهنگ اینترنتی پیدا کرد.

## فعالیت حرفه‌ای
فعالیت حرفه‌ای حیدرپناه با شروع تحصیل در رشتهٔ نقاشی در دانشکده هنر و معماری دانشگاه یزد آغاز شد. برخی از کتاب‌هایی که توسط او تصویرسازی شده‌اند توسط انتشارات هوپا، انتشارات مبتکران و نشر گاندو منتشر شده‌اند. حیدرپناه همچنین از سال ۱۳۹۸، مدیریت هنری مجموعهٔ آی‌قصه را برعهده دارد. این مجموعه قصه‌های کودکانهٔ فارسی را به صورت مستمر در پلتفرم‌های آنلاین و همچنین در نسخه‌های چاپی به صورت سراسری منتشر می‌کند.
حیدرپناه در این سال‌ها توانسته‌است بیش از ۵۰ جایزه ملی و بین‌المللی در رشته کارتون را کسب کند. او همچنین در حوزهٔ مطبوعات نیز فعال بوده‌است و با نشریات قانون، همشهری، شهرآرا، آفتاب یزد، جام جم، اصفهان امروز، اصفهان نیمروز، مجله طنز و کاریکاتور خط خطی همکاری داشته‌است.

ویلچر و پله‌ها - برگزیدهٔ جشنواره بین‌المللی کارتون با موضوع «تلاش» - ایران ۱۳۸۹

## سبک و روش
می‌توان گفت حیدرپناه با تسلط به دو دنیای تصویرگری و کاریکاتور به قلمرو جدیدی وارد شده‌است. آثاری که در نگاه نخست به یک پلان منحصر می‌شوند، ولی مفاهیم هر تصویر می‌توانند تا پلان‌های بعدی در ذهن مخاطب امتداد داشته باشند. کارتون‌های حیدرپناه نسبت به آثار دیگر این حوزه، شاعرانه‌تر به نظر می‌رسند؛ شیوه‌ای که می‌توان آن را تصویرگری مفهومی نامید.
آثار مجتبی حیدرپناه ترکیبی است از کاریکاتور و تصویرسازی. تصاویری که شرحی نیاز ندارند چرا که مانند یک فیلم کوتاه داستانی پرمفهوم را روایت می‌کنند. تکنیک این آثار تمام دیجیتال است اما بطورکامل شبیه یک اثر رنگ روغن یا اکرلیک است و هنرمند این شباهت را برای بالا بردن گویایی اثر ایجاد می‌کند. فضاهای مه‌آلود و خاکستری آثار او، بیننده را به دقت و تفکر وامی‌دارد و حسی سینمایی به آثار می‌بخشد.
این هنرمند کارتونسیت، در مصاحبه با سایت ایران‌کارتون، در مورد نحوهٔ اجرای آثارش می‌گوید:
«به دو شکل کار می‌کنم، هم دیجیتال و هم دستی که با اکرلیک اغلب کار دستی‌ام را انجام می‌دهم؛ ولی بیشتر اجرای اولم به شکل دیجیتال است. با این وجود سعی می‌کنم طوری کار کنم که آثارم حس اجرای دستی را داشته باشد. به خاطر همین امکان دارد اجرای کارهایم یک تا دو روز وقت ببرد و گاهی هم از روی کار دیجیتالم اجرای دستی کار می‌کنم که البته لذتش دو برابر است.»

## کتاب‌ها
مجتبی حیدرپناه، تصویرگر و کارتونیست ایرانی، در همکاری با ناشران مختلف، کتاب‌های متعددی را تصویرسازی کرده است. در ادامه، فهرستی از این کتاب‌ها به تفکیک ناشر آورده شده است:
نشر میچکا:
• مجموعه «وقتی ما نیستیم!»: این مجموعه شامل چندین جلد است که داستان‌های آن در آزمایشگاه مدرسه رخ می‌دهد. هر کتاب به ماجرایی جدید می‌پردازد. نویسنده این مجموعه آویسا شرفی است و تصویرگری آن‌ها توسط مجتبی حیدرپناه انجام شده است. این کتاب‌ها برای گروه سنی ۹ تا ۱۲ سال مناسب هستند. ازجمله عناوین این مجموعه می‌توان به «بازرس آزمایشگاه، ماجراجوی آزمایشگاه، آتشفشان آزمایشگاه، اژدهای آزمایشگاه، رییس آزمایشگاه و آلبوم آزمایشگاه» اشاره کرد.
نشر هوپا:
• مجموعه «بچه‌محل نقاش‌ها»: این مجموعه توسط محمدرضا مرزوقی نوشته شده و تصویرگری آن بر عهده مجتبی حیدرپناه بوده است. داستان‌های این مجموعه درباره مانی و مینا است که با مادربزرگ و دایی‌شان زندگی می‌کنند و ماجراهای جالبی را تجربه می‌کنند. این مجموعه در ۷ جلد منتشر شده است.
• مجموعه «بچه‌محل موزیسین‌ها»: این مجموعه هم دومین مجموعه‌ای هست که توسط محمدرضا مرزوقی نوشته شده و حیدرپناه تصویرگردی این مجموعه را برعهده داشته است. داستان این مجموعه درباره باران و بابک است که با موزیسین‌هایی همچو باخ، بهتون و موتزارت ماجراهای جالبی را تجربه می‌کنند.
نشر پرتقال:
• «هاپچی میمونه و سلام‌های قاطی‌پاتی»: این کتاب نوشته محمدرضا شمس و با تصویرگری مجتبی حیدرپناه است. داستان درباره میمونی به نام هاپچی است که با مشکلاتی در سلام کردن مواجه می‌شود و تلاش می‌کند راه‌حلی برای آن پیدا کند. این کتاب در ۴۰ صفحه مصور برای مخاطبان بالای ۶ سال منتشر شده است.
نشر گاندو:
مجتبی حیدرپناه، تصویرگر و کارتونیست ایرانی، در همکاری با پوریا عالمی، نویسنده و طنزنویس، مجموعه‌ای از کتاب‌های کودک را تصویرسازی کرده است. این مجموعه با عنوان «تقدیم به زبان فارسی» توسط نشر گاندو و مؤسسه «آی قصه» منتشر شده و از سوی یونسکو مورد تقدیر قرار گرفته است. سه جلد نخست این مجموعه عبارت‌اند از:
«داستان دوتا روباه که در الفبای فارسی زندگی می‌کنند»: این کتاب در سال ۱۴۰۲ منتشر شده و داستان دو روباه را روایت می‌کند که در دنیای حروف فارسی ماجراجویی می‌کنند.
«داستان ه آخر تنها»: این کتاب نیز در سال ۱۴۰۲ به چاپ رسیده و به ماجرای حرف «ه» می‌پردازد که در انتهای کلمات تنها می‌ماند.
«آی با کلاه»: سومین جلد از این مجموعه که در سال ۱۴۰۲ منتشر شده و داستان حرف «آ» را روایت می‌کند که با کلاه خود ماجراهای جالبی را تجربه می‌کند.
این کتاب‌ها با هدف آشنایی کودکان با حروف الفبای فارسی و ایجاد علاقه به زبان مادری تألیف و تصویرسازی شده‌اند. مراسم رونمایی از این مجموعه با حضور هنرمندان و نویسندگان در کتابفروشی راوی و به میزبانی یونسکو برگزار شد.

## جوایز
| جشنواره                                                             | جایزه                               | سال  |
| ------------------------------------------------------------------- | ----------------------------------- | ---- |
| ۳۷مین مسابقه بین‌المللی کاریکاتور آیدین دوغان ترکیه                  | جایزه سوم                           | ۱۳۹۹ |
| ۴۱ امین جشنواره بین‌المللی کارتون ایتالیا                            | جایزه طلایی                         | ۱۳۹۶ |
| جشنواره سراسری کارتون شیراز                                         | جایزه اول                           | ۱۳۸۸ |
| جشنواره بین‌المللی کارتون ایران                                      | جایزه اول                           | ۱۳۸۹ |
| جشنواره بین‌المللی کارتون آموریستی ماریستیکا ایتالیا                 | جایزه ویژه                          | ۱۳۹۲ |
| ۳۰مین مسابقه بین‌المللی کاریکاتور آیدین دوغان ترکیه                  | جایزه دوم                           | ۱۳۹۳ |
| دومین جشنواره بین‌المللی کارتون آرژانتین                             | نفر اول                             | ۱۳۹۲ |
| جشنواره هومودیوا رومانی                                             | لوح افتخار و جایزهٔ ویژهٔ انجمن ACCES | ۱۳۹۴ |
| ۱۳مین جشن تصویر سال ایران                                           | نفر اول                             | ۱۳۹۴ |
| مسابقه بین‌المللی Brain Sneezing اسلواکی                             | جایزه ویژه                          | ۱۳۹۵ |
| جشنواره بین‌المللی کارتون آندورمدای ایتالیا                          | جایزه ویژه                          | ۱۳۹۵ |
| جشنواره ۴۳مین جشنواره بین‌المللی کارتون و کاریکاتور پیراسیکابا برزیل | جایزه ویژه                          | ۱۳۹۵ |
| جشنواره بین‌المللی کارتون اولنس کارتوناله بلژیک                      | جایزه سوم                           | ۱۳۹۵ |
| جشنواره بین‌المللی کارتون کیجو چین                                   | جایزه دوم                           | ۱۳۹۴ |

## نمایشگاه‌ها
- سشوار برای خنده، آباده، ۱۳۸۸[۴۰]
- نمایشگاه گروهی خانه کاریکاتور اصفهان
- سومین نمایشگاه گروهی کاریکاتور گام اول[۴۱][۴۲]
- چهارمین نمایشگاه گروهی کاریکاتور گام اول[۴۳][۴۴]
- پنجمین نمایشگاه گروهی کاریکاتور گام اول[۴۵]
- ششمین نمایشگاه گروهی کاریکاتور گام اول[۴۶]
- هفتمین نمایشگاه گروهی سالانه کانون کاریکاتور گام اول[۴۷][۴۸]
- هشتمین نمایشگاه سالانه کانون کاریکاتور گام اول[۴۹]
- منتخب هشت نمایشگاه سالانه کانون گام اول اصفهان در مراغه[۵۰]
- نهمین نمایشگاه سالانه کانون کاریکاتور گام اول[۵۱][۵۲]
- دهمین نمایشگاه سالانه کانون کاریکاتور گام اول[۵۳]